# 1867年8月北德意志聯邦選舉

選舉地圖

北德意志邦聯議會選舉於1867年8月31日舉行，在接下來的幾週內進行了最後選。民族自由黨繼續擔任最大黨，贏得81個席位。這是北德聯邦期間的第一次常規選舉，也是最後一次選舉。1870年7月，帝國議會決定在普法戰爭期間不舉行新的選舉。北德意志邦聯分為297個單人選區，其中236個在普魯士。所有25歲以上且未接受公共援助的男性都有資格投票。